# Ronalda
Ronalda (* 5. Oktober 1976 in Funchal; eigentlich Liliana Cátia Santos Aveiro Pereira) ist eine portugiesische Popsängerin.
Sie ist die ältere Schwester des Fußballspielers Cristiano Ronaldo (* 1985). Im Jahre 2005 begann sie eine Karriere als Sängerin. Bislang sind drei Alben erschienen.

## Diskografie
- 2005: Pronta pra te amar
- 2007: Esperança
- 2008: Corpo e alma